# Julia Goczałkowska
Julia Goczałkowska (ur. 1809 w Laskowej, zm. 19 lipca 1888 w Borkach) – polska literatka,  nauczycielka i działaczka oświatowa.

## Życiorys
Urodziła się w 1809 w rodzinie Antoniego Lewieckiego herbu własnego i jego żony Wilhelminy z d. Hebenstreit.
Brak jest informacji o jej wykształceniu i ukończonych szkołach. W 1840 W Tygodniku literackim zadebiutowała wierszem "Karpaty i Klasztor bielański". W latach 1843–45 wydawała pismo "Rozmaitości dla ludu wiejskiego", wyszły cztery tomy. W 1849 rozpoczęła wydawanie autorskiego czasopisma "Wianki". Tygodnik płci żeńskiej, poświęcony oświacie duchowej, umysłowej i przemysłowej. W latach 1852–53 pismo wychodziło z podtytułem "pismo poświęcone pożytkowi i rozrywce". W 1853 wydawała pismo dla młodzieży "Bławatek".
Wyszła za mąż za Wojciecha Goczałkowskiego herbu Poraj uczestnika powstania listopadowego redaktora czasopisma "Telegraf". Utrzymywali się z prowadzenia dzierżawy majątków w Ostrowie Szlacheckim i w Zatoce. Prowadziła również pensjonaty żeńskie we Lwowie, Bochni i Tarnowie.

## Twórczość
- Pisma wierszem i prozą, - Bochnia 1845
- "Kwestarz: Dramat w 3 aktach oryginalnie prozą napisany" - 1845,
- "Kobieta czyli Historyja łzy i śmiechu" - 1857,
- "Trzy krzyże; Nieznajomy przyjaciel dzieci; Równość i wolność" - 1869,
- "Dwie siostry: Powieść z obrazów miejscowych".
- "Kobieta dzisiejszych wymagań" - 1873.

Zmarła bezdzietnie 19 lipca 1888 w Borkach.